# Entodon schleicheri
Entodon schleicheri är en bladmossart som beskrevs av Demeter 1885. Entodon schleicheri ingår i släktet Entodon och familjen Entodontaceae. Inga underarter finns listade i Catalogue of Life.